# 畸裂盾蕨
畸裂盾蕨（学名：Neolepisorus ovatus f. monstrosus）为水龙骨科盾蕨属盾蕨下的一个变型。